# قائمة ألعاب كابكوم
هذه قائمة بألعاب كابكوم.
- أوكامي
- جود هاند
- تشوز ليجن
- دارك فويد
- دراغون دوغما
- ديد ريسينج
- ديد ريسينج 2
- ديد ريسينج 2: أوف ذا ريكورد
- ديفل ماي كراي
- ديفل ماي كراي 2
- ديفل ماي كراي 3
- ديفل ماي كراي 4
- دي إم سي ديفل ماي كراي
- ريزدنت إيفل (لعبة فيديو)
- ريزدنت إيفل 2
- ريزدنت إيفل 3: نمسيس
- ريزدنت إيفل 4
- ريزدنت إيفل 5
- ريزدنت إيفل زيرو
- ريزدنت إيفل كود: فيرونكا
- ريزدنت إيفل أوت بريك
- ريزدنت إيفل أوت بريك فيل#2
- كلوك تاور 3
- لوست بلانيت: إكستريم كونديشن
- لوست بلانت 2
- واي أوف ذا ساموراي
- واي أوف ذا ساموراي 2